# 小波南鰍
小波南鰍（學名：Schistura klydonion）為輻鰭魚綱鯉形目條鰍科南鰍屬的其中一種。分布於亞洲寮國Xe Namnoy流域，體長可達7.6公分，棲息在河川底層水域，生活習性不明。

## 扩展阅读
維基物種上的相關：小波南鰍